# Universidade Federal dos Recursos Petrolíferos Effurun
A Universidade Federal de Recursos Petrolíferos Effurun (FUPRE) no Estado do Delta, na Nigéria, foi estabelecida e aprovada pela reunião do Conselho Executivo Federal de 14 de março de 2007 e admitiu seu primeiro conjunto de alunos de graduação em 2008.
A universidade foi criada sob a iniciativa do Governo Federal da Nigéria para construir uma universidade especializada no Delta do Níger para produzir mão-de-obra e especialização para o setor de petróleo e gás.
A Comissão Nacional de Universidades (NUC) aprovou o compartilhamento de instalações entre o Instituto de Treinamento em Petróleo Effurun e a FUPRE até que se mudou para seu local permanente no desenvolvimento de seu campus principal em Ugbomro, Uvwie Local Government Area em 2010.

## Estrutura administrativa
A estrutura administrativa da universidade consiste em:
- Chanceler
- Pro chanceler
- Vice-chanceler
- Principais diretores da universidade
- Membros do Conselho do BCE

## Centros e departamentos administrativos/ unidades[1]

### Departamentos administrativos/ unidades
- Tecnologia da informação e Comunicação
- Centro de aconselhamento
- Unidade de Planejamento Acadêmico

### Centros
- Centro de Estudos Marítimos e Offshore
- Centro de Educação para a Segurança
- Centro de Inovação em Pesquisa

## Faculdades
Atualmente, a instituição possui duas faculdades com dez departamentos. As faculdades são:
- Faculdade de Ciências
- Faculdade de Tecnologia

A Faculdade de Ciências e a Faculdade de Tecnologia começaram a oferecer cursos para a sua sessão acadêmica.

### Departamentos e cursos
O foco principal é engenharia de petróleo e cursos relacionados à tecnologia, tais como:
- Química
- Gestão Ambiental e Toxicologia
- Química Industrial
- Geofísica
- Geologia
- Engenharia Naval
- Matemática
- Engenharia Mecânica
- Física
- Ciência da Computação
- Elétrica / Eletrônica
- Engenharia de petróleo
- Engenharia de Gás Natural
- Engenheiro químico

## Programas
Atualmente, a instituição possui três programas educacionais:
- Faculdade de Estudos Básicos e Programa da Fundação
- Centro de Educação para a Segurança
- Centro de Estudos Marítimos e Offshore